# Framnäs
Framnäs is een gehucht binnen de Zweedse gemeente Jokkmokk. Het is gelegen op de zuidelijke oever van het Vajkijaure. De Zweedse weg 805 loopt door het dorpje, dat uit een aantal verspreid liggende huizen bestaat.
Bestuurscentrum: Jokkmokk (tätort)
Tätort: Porjus · Vuollerim
Småort: Kåbdalis · Mattisudden · Murjek
Overig: Årrenjarka · Framnäs · Kåikul · Kalludden · Kittajaur · Kitteludden · Kuouka · Kuorpak · Kvikkjokk · Messaure · Nautijaur · Njavve · Padjerim · Porsi · Randijaur · Snesudden · Storbacken · Sudok · Tårrajaur · Tjåmotis · Vajkijaur